# Campionatul Regional de Fotbal al României 1930-1931
Sezonul 1930-1931 al Campionatului Regional a fost cea de-a 10-a ediție a Campionatului Regional de Fotbal al României. 

## Format
S-a menținut numărul de ligi (5) dar cu 22 serii. În Liga de Vest, seria Timișoara e redenumită Banat(practic județul Timiș-Torontal), apare și seria Banatul de Sud(județul Severin) și reapare seria Valea Jiului(județul Hunedoara). În Liga de Nord, apare seria Someș(județele Someș și Năsăud, iar în Liga Centru apare seria Sighișoara(cu echipe din județele Târnava-Mare și Odorhei).
Iată configurația ligilor regionale.
Sud:    Brăila | București | Constanța | Galați | Prahova
Vest:   Arad | Banat | Banatul de Sud | Oltenia | Valea Jiului
Nord:   Cluj | Maramureș | Oradea | Someș | Turda
Centru: Brașov | Mureș | Sibiu | Sighișoara
Est:   Cernăuți | Chișinău | Iași
Seria în litere cursive nereprezentată la Faza Națională.
Seria cu litere îngroșate a câștigat turneul final al ligii regionale.

## Liga de Sud

### București
```
1.
Unirea Tricolor București
          14  10  2  2  31-19  22  (C)
2.
Juventus București
                 14   9  3  2  50-21  21
3.
Olympia București
                  14   7  3  4  29-18  17
4.
Maccabi București
                  14   6  4  4  28-23  16
5.
Venus București
                    13   6  2  5  29-21  14
6.
Sportul Studențesc București
       14   2  4  8  17-39   8
7.
Principele Mihai București
         14   2  3  9  19-39   7
8.
Turda București
                    13   2  1 10  22-45   5
```

NB: Meciul rămas aparent nu s-a jucat din cauza lipsei de relevanță.

### Prahova
```
1.
Prahova Ploiești
                    5   4  1  0  14- 5   9  (C)
2.
Tricolor Ploiești
                   5   3  1  1  25-11   7
3.
Gloria Ploiești
                     5   2  2  1  14-10   6
4.
Victoria Ploiești
                   5   2  0  3  16-19   4
5.
U.F. Ploiești
                       5   1  0  4  13-17   2
6.
Avântul Buzău
                       5   1  0  4   5-25   2
```

### Galați
Campioni: Dacia Vasile Alecsandri Galați
Alți participanți:
```
  
Șoimii Galați

  
Amatorii Galați
 
  
Gloria Galați
```

### Brăila
Campioni: Franco Româna Brăila
Alți participanți:
```
  
Victoria Brăila

  
Dacia Unirea Brăila
```

### Constanța
```
1.
Victoria Constanța
                  5   4  0  1  11- 3   8  (C)
2.
Marina Constanța
                    5   3  1  1  12- 5   7
3.
Elpis Constanța
                     5   3  1  1  10- 6   7
4.
Săgeata Constanța
                   5   2  0  3   5- 6   4
5.
Tricolor Constanța
                  5   2  0  3  11-15   4
6.
Kiazim Abdulah Constanța
            5   0  0  5   4-18   0
```

### Turneul final
Runda 1 (May 17)
Prahova Ploiești                   8-0 Franco Româna Brăila               
Dacia Vasile Alecsandri Galați     0-1 Victoria Constanța                 
Unirea Tricolor București          bye
Runda 2 (May 24)
Victoria Constanța                 1-3 Prahova Ploiești                   
Unirea Tricolor București          bye
Finala (May 31)
Prahova Ploiești                   1-0 Unirea Tricolor București          
NB: Prahova Ploiești campioană a Ligii de Sud și calificată.

## Liga de Vest

### Arad
| Loc | Echipa                 | MJ | V | E | Î  | GM | GP | DG  | Pct | Calificare sau retrogradare |
| --- | ---------------------- | -- | - | - | -- | -- | -- | --- | --- | --------------------------- |
| 1   | Gloria CFR Arad (C, Q) | 14 | 9 | 5 | 0  | 53 | 18 | +35 | 23  | Calificare turneul final    |
| 2   | AMEFA Arad             | 14 | 8 | 5 | 1  | 47 | 14 | +33 | 21  |                             |
| 3   | Olimpia Arad           | 14 | 8 | 4 | 2  | 38 | 17 | +21 | 20  |                             |
| 4   | CA Arad                | 14 | 6 | 4 | 4  | 24 | 23 | +1  | 16  |                             |
| 5   | Tricolor Arad          | 14 | 5 | 4 | 5  | 28 | 33 | −5  | 14  |                             |
| 6   | SG Arad                | 14 | 6 | 3 | 5  | 31 | 23 | +8  | 15  |                             |
| 7   | Unirea Arad            | 14 | 1 | 2 | 11 | 17 | 50 | −33 | 4   |                             |
| 8   | Voința Victoria Arad   | 14 | 0 | 1 | 13 | 10 | 52 | −42 | 1   |                             |

### Oltenia
| Loc | Echipa                        | MJ | V  | E | Î  | GM | GP | DG  | Pct | Calificare sau retrogradare |
| --- | ----------------------------- | -- | -- | - | -- | -- | -- | --- | --- | --------------------------- |
| 1   | Rovine Grivița Craiova (C, Q) | 14 | 12 | 1 | 1  | 57 | 14 | +43 | 25  | Calificare turneul final    |
| 2   | Craiu Iovan Craiova           | 14 | 11 | 1 | 2  | 48 | 15 | +33 | 23  |                             |
| 3   | Oltul Slatina                 | 14 | 7  | 2 | 5  | 39 | 16 | +23 | 16  |                             |
| 4   | Generala Craiova              | 14 | 7  | 2 | 5  | 33 | 24 | +9  | 16  |                             |
| 5   | Sporting PTT Craiova          | 14 | 7  | 1 | 6  | 30 | 34 | −4  | 15  |                             |
| 6   | Sportul Muncitoresc Craiova   | 14 | 3  | 2 | 9  | 26 | 49 | −23 | 8   |                             |
| 7   | Tricolor Craiova              | 13 | 1  | 2 | 10 | 15 | 47 | −32 | 4   |                             |
| 8   | Fulgerul CFR Craiova          | 13 | 0  | 1 | 12 | 13 | 53 | −40 | 1   |                             |

### Valea Jiului
```
1.
Minerul Vulcan
                      5   5  0  0  29- 4  10  (C)
2.
Jiul Lupeni
                         5   4  0  1  23- 8   8
3.
C.F.R. Simeria
                      5   3  0  2  20-14   6
4.
Iancu Corvin Hunedoara
              5   2  0  3  11-10   4
5.
Sportul Orăștie
                     5   1  0  4   1-35   2
6.
Sportul Gorjan Târgu Jiu
            5   0  0  5   6-19   0
```

### Banat
```
1.
UD Reșița
                          14  12  0  2  52- 9  24  (C)
2.
RGM Timișoara
                      14  10  1  3  22-10  21
3.
CA Timișoara
                       14   8  3  3  25-14  19
4.
Politehnica Timișoara
              14   6  0  8  17-29  12
5.
Banatul Timișoara
                  14   5  1  8  23-26  11
6.
Industria Lânei S.A. Timișoara
     14   5  0  9  17-30  10
7.
Chinezul Timișoara
                 14   4  1  9  10-27   9
8.
Kadima Timișoara
                   14   2  2 10  12-33   6
```

### Banatul de Sud
Campioni: Vulturii Lugoj
Alți participanți:
```
  
R.G.M. Lugoj

  
C.S. Făget

  
C.S. Ferdinand

  
Înainte Caransebeș

  
Germania Lugoj

  
Zborul Turnu Severin

  
Textiliana Lugoj
```

NB: Ulterior Ferdinand a fost redenumit Oțelu Roșu.

### Turneul final
Runda 1 (mai 17)
Minerul Vulcan                     6-3 Rovina Grivița Craiova             
Vulturii Lugoj                     0-0 Gloria C.F.R. Arad                 
U.D. Reșița                        se califică din oficiu
Runda 1 Rejucarea (mai 24)
Gloria C.F.R. Arad                 2-0 Vulturii Lugoj                     
Runda 2
Minerul Vulcan au fost eliminati; nu se știe dacă de către Gloria C.F.R. Arad sau de U.D. Reșița.
Finala
Meciul s-a disputat pe 1 iulie 1931.
| Echipa 1  | Scor | Echipa 2        |
| --------- | ---- | --------------- |
| UD Reșița | 6–1  | Gloria CFR Arad |

UD Reșița a câștigat Liga de Vest și s-a calificat în faza națională a Campionatului Național de Fotbal.

## Liga de Nord

### Oradea
```
1.
Crișana Oradea
                      8   8  0  0  47- 3  16  (C)
2.
Stăruința Oradea
                    8   5  1  2  21-12  11
3.
CA Oradea
                           7   4  1  2  19- 7   9
4.
Macabi Oradea
                       8   1  2  5   4-20   4
5.
Înțelegerea Oradea
                  8   1  2  5   7-41   4
6.
Corvin Salonta
                      7   1  0  6   9-25   2
```

NB: total goal difference -1

### Maramureș
```
1.
Stăruința Satu Mare
                 8   6  2  0  17- 4  14  (C)
2.
Olimpia C.F.R. Satu Mare
            8   4  2  2  17- 9  10
3.
Victoria Carei
                      8   4  2  2  14- 9  10
4.
S.C. Satu Mare
                      8   4  1  3  16-11   9
5.
S.C. Sighet Marmației
               8   4  1  3  22-16   9
6.
C.S. Baia Mare
                      8   4  1  3   7- 6   9
7.
Maramureșul Sighet Marmației
        8   3  2  3  14-11   8
8.
Tricolor Baia Mare
                  8   0  2  6   9-19   2
9.
Bar Kochba Satu Mare
                8   0  1  7   2-33   1
```

### Someș
```
1.
Sparta Gherla
                       2   2  0  0   4- 1   4  (C)
2.
C.F.R. Dej
                          2   1  0  1   4- 3   2
3.
Gloria Bistrița
                     2   0  0  2   2- 6   0
```

### Cluj

#### Clasament tur
```
1.
România Cluj
                        4   3  1  0  20- 4   7  [g.a. 5.00]
2.
Universitatea Cluj
                  4   3  1  0  10- 3   7  [g.a. 3.33]
3.
S.C.M. Cluj
                         4   2  0  2   5-10   4
4.
CA Cluj
                             4   1  0  3   3- 5   2
5.
Haggibbor Cluj
                       4   0  0  4   1-17   0
```

NB: Universitatea Cluj campioană și calificată.

### Turda
```
1.
Sticla Turda
                        5   4  0  1  10- 5   8  [g.a. 2.00]  (C)
2.
S.C. Turda
                          5   4  0  1  15- 9   8  [g.a. 1.67]
3.
Labor Uioara
                        5   3  0  2  15- 5   6
4.
R.G.M. Turda
                        5   2  1  2   6- 8   5
5.
Industria Sârmei Câmpia Turzii
      5   1  1  3   4- 9   3
6.
C.S. Aiud
                           5   0  0  5   6-20   0
```

NB: Uioara a fost redenumita Ocna Mureș

### Turneul final
Round 1 (May 17)
Sparta Gherla                      5-1 Sticla Turda                       
NB: Stăruința Satu Mare au fost eliminate de Universitatea Cluj.                 
Round 2 (May 21)
Sparta Gherla                      1-2 Universitatea Cluj                 [Universitatea Cluj descalificat]
Final (May 31)
Crișana Oradea                     5-0 Sparta Gherla                      
NB: Crișana Oradea campioană a Ligii de Nord și calificată.

## Liga de Centru

### Mureș
Campioni: Mureșul Târgu Mureș
Alți participanți:
```
  
Nitrogen Târgu Mureș

  
R.G.M. Târgu Mureș

  
Dacia Diciosânmartin
```

NB: Diciosânmartin a fost redenumit Târnăveni în 1943.

### Sibiu
```
1.
SG Sibiu
                           11   9  1  1  40- 9  19 (C)
2.
S.S. Sibiu
                         10   5  2  3  19-12  12
3.
Șoimii Sibiu
                       11   5  2  4  19-18  12
4.
Unirea Alba Iulia
                  10   5  1  4  28-10  11
5.
R.G.M. Sibiu
                       11   3  5  3  11-17  11
6.
Fraternitas Alba Iulia
              7   2  0  5   9-23   4
7.
Mihai Viteazul Alba Iulia
          10   0  4  6   4-25   4
8.
Generala Râmnicu Vâlcea
             4   0  1  3   2-18   1
```

NB: S.G.Sibiu campioni si calificati.

### Sighișoara
```
1.
SG Mediaș
                           6   5  1  0  13- 6  11  (C)
2.
Harghita Odorhei Secuiesc
           6   4  0  2  16- 4   8
3.
Vitrometan Mediaș
                   6   3  1  2  12- 5   7
4.
S.G. Sighișoara
                     6   3  1  2   9- 7   7
5.
Unirea Sighișoara
                   6   1  3  2   6- 7   5
6.
Aquila Sighișoara
                   6   1  1  4   6-23   3
7.
RGM Odorheiu Secuiesc
               6   0  1  5   4-14   1
```

### Brașov
```
1.
Brașovia Brașov
                     4   4  0  0   5- 1   8  (C)
2.
Victoria Brașov
                     4   2  1  1   6- 7   5
3.
RGM Brașov
                          4   1  1  2   4- 4   3
4.
Ivria Brașov
                        4   1  0  3   3-15   2
5.
Industria Aeronautică Română Brașov
 4   1  0  3  10- 1   2
```

NB: I.A.R. a avut mai multe meciuri acordate împotriva lor fără ca recordurile de goluri să fie schimbate.

### Turneul final
Runda 1
S.G. Sibiu                         4-1 S.G. Mediaș                        
Brașovia Brașov                    4-1 Mureșul Târgu Mureș                
Finala (May 31)
Brașovia Brașov                    4-0 S.G. Sibiu                         (Brașovia descalificată)
NB: S.G. Sibiu campioană a Ligii de Centru și calificată.

## Liga de Est

### Cernăuți
```
1.
Maccabi Cernăuți
                   14   9  4  1  29-15  22  (C)
2.
Jahn Cernăuți
                      14  10  1  3  42-19  21
3.
Hakoah Cernăuți
                    14   6  3  5  27-22  15
4.
Dowbusch Cernăuți
                  14   5  4  5  16-20  14
5.
Muncitorii Cernăuți
                14   6  1  7  22-19  13
6.
Dragoș Vodă Cernăuți
               14   4  5  5  17-18  13
7.
Polonia Cernăuți
                   14   4  2  8  20-27  10
8.
C.F.R. Cernăuți
                    14   1  2 11  12-45   4
```

### Iași
Campioni: Concordia Iași
Alți participanți:
```
Victoria Iași

Maccabi Iași

Hakoah Iași
```

### Chișinău
Campioni: Mihai Viteazul Chișinău

### Turneul final
Turul 1 (Mai 24)
Concordia Iași                     3-1 Mihai Viteazul Chișinău
Finala (Mai 31)
Maccabi Cernăuți                   3-1 Concordia Iași                                  
NB: Maccabi Cernăuți campioni ai Ligii de Est și calificați.